# Лечин, Хуан
Хуа́н Лечи́н Оке́ндо (исп. Juan Lechín Oquendo; 18 мая 1914 — 27 августа 2001) — деятель боливийскоо рабочего движения, руководитель Федерации профсоюзов рабочих горнорудной промышленности Боливии (ФСТМБ) в 1944—1987 и Боливийского рабочего центра в 1952—1987 годах. Вице-президент Боливии в 1960—1964 годах. Один из лидеров троцкистской Революционной рабочей партии, левонационалистического Национального революционного движения и Левой национально-революционной партии.

## Биография

### Первые шаги в рабочем и троцкистском движении
Хуан Лечин Окендо был вторым из пятерых детей ливанского иммигранта и его боливийской супруги. Родившись в городке Корокоро в боливийском департаменте Ла-Пас, однако своё детство провёл в Венесуэле.
Принимал участие в Чакской войне 1932—1935 годов. Мог сделать выдающуюся спортивную карьеру: сперва играл в команде «Расинг» (Катави), а затем был полузащитником и капитаном футбольной команды «Стронгест», а также игроком его волейбольной и баскетбольной команд.
Работал в шахтёрском сердце Боливии — на оловянных рудниках Катави и Сигло XX (Siglo XX), принадлежащих магнату Симону Итурри Патиньо. Трудясь на шахтах машинистом, осознал всю отчаянность положения подавляющего большинства рабочих-горняков.
В начале 1940-х годов стал активным участником зарождающегося мощного рабочего движения и вступил в троцкистскую Революционную рабочую партию (РРП) — ведущую леворадикальную политическую силу страны.

### Профсоюз горняков и Националистическое революционное движение
11 июня 1944 года Лечин возглавил профсоюзный съезд горняков в Уануни, Оруро, на котором была учреждена Федерация профсоюзов рабочих горнорудной промышленности Боливии (ФСТМБ), а сам Лечин был избран исполнительным секретарём профсоюза.
Сохраняя тесные связи и хорошие отношения с троцкистской РРП, основатель и многолетний лидер ФСТМБ вступил в восходящее Националистическое революционное движение (НРД), в которой возглавил левое рабочее крыло, близкое к марксизму троцкистского толка. Несмотря на отмечавшиеся трансформации своих взглядов, на протяжении всей своей деятельности придерживался позиций революционных синдикализма, социализма и национализма. Возглавляемый им шахтёрский профсоюз принял в качестве своей программы составленный троцкистом-синдикалистом Гильермо Лорой «Тезисы Пулакайо».
Сочетая в политической борьбе радикализм и спорадическое соглашательство с властями, во главе своих боевых левонационалистических профсоюзов добивался от государства и владельцев рудников уступок рабочему классу, а в 1944 году был назначен на пост субпрефекта горнорудного района Унсии. В 1947 году безуспешно выдвигался в вице-президенты, зато был избран в Сенат от Парламентского блока шахтёров.
Наряду с Виктором Пасом Эстенссоро и Эрнаном Силесом Суасо был одним из лидеров выступлений оппозиции против правящих правых олигархических сил и президента Мамерто Урриолагоитиа. После силового подавления властями шахтёрских волнений (штурм армией шахты Сигло XX) и попытки вооружённого восстания отправился в политическую эмиграцию в Чили в 1949 году; по возвращении на родину был сослан на восток страны.
При этом он оставался популярнейшим рабочим лидером Боливии, на выборах 1951 года вновь избран сенатором и 15 декабря возглавил «Левый сектор» НРД. В ситуации, когда партия победила на выборах, однако действующее правительство не собиралось власть отдавать, в марте 1952 года Лечин вошёл в Революционный комитет НРД.

### Боливийская национальная революция
Активно участвовал в восстании 9 апреля 1952 года, положившем начало Боливийской национальной революции. В тот день выступил на массовом митинге с требованием немедленной национализации горнорудной отрасли, руководил штурмом генерального штаба и президентского дворца. Оплот революции — рабочие кварталы — стали по аналогии с Ленинградом называть Лечинградо.
После победы Боливийской революции 1952 года Лечин, опираясь на вооружённые отряды рабочей милиции, добился от правых и центристов в НРД серьёзных уступок. Это фактически положило начало периоду «соправления», когда профсоюзы участвовали в управлении национализированными предприятиями и назначали часть министров. Сам Лечин стал министром шахт и нефти — министром горнодобывающей и нефтяной промышленности (в 1952—1956 годах).
В апреле 1952 года он также возглавил учредительный съезд крупнейшей зонтичной федерации профсоюзов — Боливийского рабочего центра — и был избран на нём исполнительным секретарём Национального комитета БРЦ. Поскольку он играл жизненно важную роль в революции и выступал за постоянное снабжение рабочих ополчений оружием, чтобы гарантировать стабильность режима против реванша военно-олигархической реакции, Лечин стал чрезвычайно популярен среди бедных слоев боливийского общества, уступая по влиянию только Пасу Эстенссоро. Вдобавок он придерживался гораздо более радикальных политических убеждений (вдохновленных марксизмом), чем остальное руководство. Это неизбежно привело к росту внутрипартийной напряженности и разногласий по трудовым вопросам и личным амбициям.

### Вице-президентство и внутрипартийные конфликты
Один из инициаторов национализации горнорудной промышленности в октябре 1952 года и активный борец за земельную реформу, Лечин в итоге всё же поддержал умеренный курс НРД на сворачивание революции и принятие американской экономической помощи. Уйдя из правительства, в 1956—1957 годах он был председателем Сената.
Откровенно не соглашаясь с всё более консервативной политикой президента Эрнана Силеса Суасо, к концу 1950-х годов Лечин начал консолидировать левую оппозицию внутри правящей партии. Чтобы уменьшить эту напряженность и предотвратить раскол, Виктора Паса Эстенссоро убедили вернуться в большую политику и возглавить НРД на президентских выборах 1960 года. В качестве примирительного жеста Пас выбрал Лечина кандидатом в вице-президенты с тем, чтобы тот стал кандидатом в президенты по прошествии своих полномочий в 1964 году.
Однако это обещание не сдержали: непримиримого Лечина, с поста вице-президента в 1962—1963 годах назначенного послом в Италии, не просто оттеснили от руководства, но и изгнали из НРД на съезде в январе 1964 года, когда попытки ещё одного партийного лидера Эрнана Силеса Суасо примирить его с президентом не возымели успеха. В итоге, тот на базе левого сектора НРД в 1963—1964 годах Лечин создал Левую национально-революционную партию (Революционную партия националистических левых, PRIN). Опираясь на профсоюзы, Лечин развернул резкую критику режима, «из революционного ставшего полицейским», за увольнения горняков с шахт и ликвидацию рабочего контроля.
3 декабря 1963 года на XII конгрессе шахтёров в Колкири Лучин был выдвинут в президенты. Власти усилили нападки на него: начальник полиции города Оруро даже обвинил его в провозе кокаина, а 7 декабря обе палаты конгресса выразили вотум недоверия ему как вице-президенту, причём Сенат ещё и предъявил ему сговор одновременно с «реакционной олигархией» и «международным коммунизмом». Вскоре на него, в том числе и устами посла США Дугласа Хендерсона, возложили ответственность за кризис, когда бастующие шахтёры Катави и Сигло XX, требуя освобождения своих руководителей Федерико Эскобара и Иренео Пиментеля, взяли в заложники двух сотрудников американского посольства. Лечин, согласившись на посредничество церкви, принял ультиматум правительства, дабы избежать кровопролития.

### Военные перевороты и изгнание
После военного переворота 1964 года Лечин, не возражавший в принципе против свержения скомпрометировавшего себя Паса Эстенссоро и поначалу поддержавший переворот (как и другой видный откольник от НРД Вальтер Гевара), развернул кампанию против установившегося правого диктаторского режима. В ответ в мае 1965 года Лечин был депортирован из страны, в результате чего началась всеобщая забастовка против захвативших власть генералов. Последующие пять лет (1965—1970) Лечин провёл в эмиграции в Парагвае, откуда в 1967 году выступил в поддержку «партизанского очага» Эрнесто Че Гевары в Ньякауасу.
Лечин смог вернуться в Боливию, когда во время президентства реформаторского генерала Хуана Хосе Торреса был в 1971 году избран председателем нового революционного органа народовластия — Народной ассамблеи. Однако Лечин не собирался становиться послушным исполнителем воли левонационалистического военного правительства, а попытался, опираясь на леворадикальные силы (в том числе троцкистскую РРП), создать параллельную (на основе профсоюзов и ассамблей, очень напоминающую советы) альтернативу установленному порядку.
После правого переворота Уго Бансера в том же году Лечин Окендо вновь был вынужден эмигрировать и не возвращался до восстановления демократических процессов в 1978 году. К моменту возвращения в Боливию в 1979 году Лечин растерял былую электоральную поддержку в общенациональном масштабе, однако оставался чрезвычайно популярным среди горняков, и снова был избран руководителем и председателем могущественного Боливийского рабочего центра.

### Электоральная политика
На выборах 1978 года его партия PRIN с другими, преимущественно марксистскими (в том числе маоистскими и троцкистскими) силами, сформировала Революционный фронт левых, а на выборах 1979 года вошла в Фронт демократического и народного единства (ФДНЕ) вместе с другими, более умеренными левыми партиями (Левое националистическое революционное движение Эрнана Силеса Суасо, Левое революционное движение Хайме Паса Саморы, Коммунистическая партия Боливии, фракции Социалистической партии и т. д.). Соратница Лечина по партии Лидия Гейлер Техада даже становилась исполняющей обязанности президента.
Впрочем, в выборах 1980 года Левая национально-революционная партия участвовала в самостоятельно. Лечин, бывший её кандидатом в президенты, выступил довольно плохо, заняв последнее место с только 1,2 % голосов, а вот Силес Суасо и ФДНЕ победили. В любом случае, очередной правый военный переворот (на этот раз под руководством Луиса Гарсиа Месы) снова вынудил Лечина к эмиграции.

### Сопротивление антисоциальному курсу
Когда в 1982 году была восстановлена демократия, Лечин и другие профсоюзные лидеры вернулись на политическую арену. Восстановив положение ведущего рабочего лидера страны, он резко критиковал антисоциальную экономическую политику президента Эрнана Силеса Суасо (1982—1985), избранного как кандидат левых сил. Режим был расшатан сокрушительными забастовками профсоюзов Лечина и другими мерами отказа от сотрудничества.
Хуан Лечин также решительно выступал против неолиберальной администрации Виктора Паса Эстенссоро, отбывавшего свой четвёртый президентский срок с 1985 по 1989 год. Возглавив как лидер профсоюзного движения сопротивление «новой экономической политике», пытался противостоять закрытию Пасом Эстенссоро большинства оловянных рудников страны (из-за падения производства и обвала мировых цен, а также давления МВФ) и увольнению рабочих, но потерпел поражение, что привело к серьёзным конфликтам в профсоюзах.
В 1987 году Лечин, которому уже было 73 года, ушёл из руководства ФСТМБ и не был избран главой БРЦ, в итоге отойдя от политической деятельности. Во главе ФСТМБ и БРЦ его сменили Филемон Эскобар и Хенаро Флорес Сантос соответственно. Сын Хуана Лечина Хуан Клаудио Лечин стал известным писателем и написал биографию отца на основе магнитофонных записей его воспоминаний.